# 勒托罗内
勒托罗内（法語：Le Thoronet，法語發音：[lə tɔʁɔnɛ]）是法国普罗旺斯-阿尔卑斯-蓝色海岸大区瓦尔省的一个市镇，属于德拉吉尼昂区。

## 地理
勒托罗内（43°27'7"N, 6°18'14"E）面积37.53 平方千米，位于法国普罗旺斯-阿尔卑斯-蓝色海岸大区瓦尔省，该省份为法国东南部沿海省份，北起上普罗旺斯阿尔卑斯省，西北角与沃克吕兹省接壤，西接罗讷河口省，南濒地中海，东临滨海阿尔卑斯省。
与勒托罗内接壤的市镇（或旧市镇、城区）包括：卡巴斯、勒卡内德莫尔、卡尔塞斯、昂特勒卡斯托、洛尔格、勒吕克、圣昂托南迪瓦。

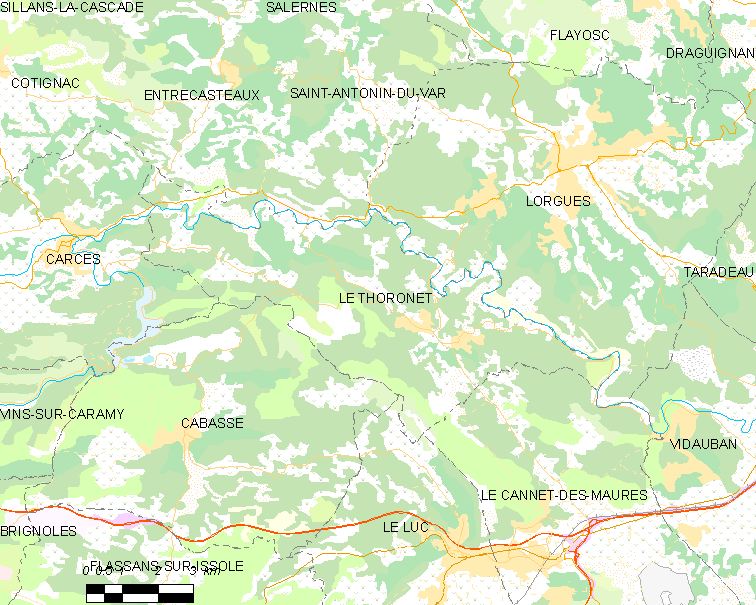
勒托罗内的OSM定位图

勒托罗内的时区为UTC+01:00、UTC+02:00（夏令时）。

## 行政
勒托罗内的邮政编码为83340，INSEE市镇编码为83136。

## 政治
勒托罗内所属的省级选区为勒吕克县。

## 人口

1962-2008年间勒托罗内人口变化图示

勒托罗内于2022年1月1日时的人口数量为2636人。